# Vincent Dumestre
Vincent Dumestre (ur. 5 maja 1968) – francuski instrumentalista (lutnia, teorban, gitara barokowa). Założyciel Le Poème Harmonique, zespołu specjalizującego się w wykonaniach muzyki dawnej, zwłaszcza XVII i XVIII wieku.
Studiował historię na École du Louvre i grę na gitarze klasycznej na École Normale de Musique de Paris. Współpracował z takimi zespołami jak: Ricercar Consort, La Simphonie du Marais, Le Concert des Nations, La Grande Écurie et la Chambre du Roy, Centre de Musique Baroque de Versailles. W 1998 założył Le Poème Harmonique.
Jest laureatem licznych nagród i wyróżnień, m.in. Young Talent of the Year (Diapason, 1999), Antonio Vivaldi International Record Award (2002), kawalerem Orderu Sztuki i Literatury (nagroda francuskiego ministerstwa kultury, 2004). W 2005 został uhonorowany Grand Prix du Disque L'Académie Charles Cros za nagranie opery Jeana-Baptiste'a Lully'ego Le Bourgeois Gentilhomme.